# سرفة كورانية
سرفة كورانية [بحاجة لمصدر](الاسم العلمي: Syrphus currani) هي نوع من الحشرات يتبع جنس السرفة من الفصيلة السرفات.